# Nacha Russia
Pour les articles homonymes, voir Russia (homonymie).
Nacha Russia (en russe : Наша Russia, prononcé « Nacha Racha », littéralement « Notre Russie ») est une série télévisée humoristique russe créée par Semion Slepakov, Garik Martirossian et Maxime Pejemski.

## Concept
L’émission est composée de sketchs mettant en scène des personnages récurrents (presque tous interprétés par Mikhaïl Galoustian et Sergueï Svetlakov) qui font la satire d’un aspect de la société russe. Selon l’émission, les Russes sont conscients des problèmes de leur société mais sont néanmoins fiers de leur pays. Chaque épisode commence par un monologue (différent à chaque épisode) qui illustre ce concept. Par exemple, le monologue utilisé au premier épisode est le suivant :

« Nous vivons dans le plus beau pays du monde et tous les autres pays nous envient. Nous sommes les premiers à être allés dans l’espace et les premiers à en être revenus. C’est nous qui avons inventé la bombe H, la voiture “Jigouli” et bien d’autres horreurs. C’est nous qui avons cultivé les terres vierges kazakhes et extrait l’eau minérale géorgienne. C’est nous qui avons inversé le sens des rivières et des femmes. Nous appelons fièrement notre pays Russie, mais les étrangers, envieux, disent Russia. Mais c’est quand même la nôtre. Notre Russia ! »

## Personnages

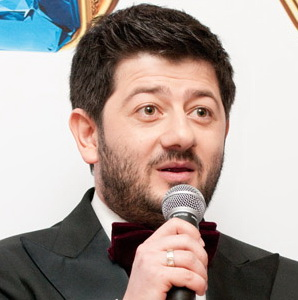
Mikhaïl Galoustian

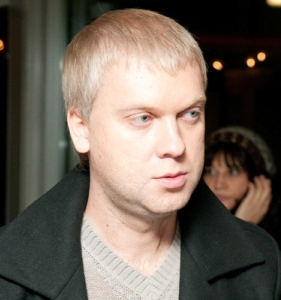
Sergueï Svetlakov

- Ravchan (Равшан) et Djamchout (Джамшут)[2] sont deux travailleurs immigrés originaires du Tadjikistan. Ils font des travaux dans des appartements à Moscou, exploités par leur patron Leonid, que Ravchan appelle nasialnika (« patron », en russe correct начальник, natchalnik). Djamchout ne parle pas russe et Ravchan le parle très mal ; ils comprennent rarement ce qu’on attend d’eux et font très mal leur travail, ce qui met régulièrement en colère Leonid, qui quitte alors la pièce en les traitant d’idiots. Cependant, dès que leur patron a le dos tourné, ils discutent de sujets philosophiques dans leur langue maternelle.
- Ivan Douline (Иван Дулин), « le premier fraiseur au monde à l’orientation sexuelle non traditionnelle », travaille dans une usine d’acier à Tcheliabinsk. Amoureux de son patron Mikhalytch (Михалыч), il invente constamment des stratagèmes pour essayer de le séduire. Il ne parvient jamais à ses fins, mais à la fin de la plupart des sketchs, des ouvriers de l’usine ouvrent la porte du bureau de Mikhalytch et les surprennent dans une situation équivoque.
- Sergueï Iourievitch Beliakov (Сергей Юрьевич Беляков) habite à Taganrog et, « comme des millions d’hommes russes, adore parler à sa télévision ». Il critique et se moque des émissions qu’il regarde, parfois en compagnie de son fils ou de sa femme.
- Slavik (Славик) et Dimon (Димон) sont deux jeunes de Krasnodar. En fonction des épisodes, ils essaient d’acheter des préservatifs ou des films pornographiques, d’entrer en boîte de nuit ou de séduire des filles. Slavik élabore des plans et demande à chaque fois à Dimon de les mettre en pratique, et celui-ci échoue systématiquement.
- GazMias (ГазМяс, littéralement « GazViande ») est une équipe de football de quatrième division d’Omsk. Elle perd tous ses matchs et son entraîneur, sadique, frappe souvent les joueurs après les défaites. Au cours de la troisième saison, l’équipe est renommée en GazMiassotchka (ГазМясочка, un diminutif féminin de « GazMias ») et ses joueurs se déguisent en femmes dans l’espoir de gagner contre des équipes féminines, mais sans succès.
- Nikolaï Laptev (Николай Лаптев) est un inspecteur de la police de la route à Vologda. C’est le seul policier de sa ville qui n’accepte jamais les pots-de-vin, et pour cette raison sa famille vit dans la pauvreté (leur appartement est pratiquement vide), ce dont il ne semble pas se rendre compte.
- Iouri Venediktovitch Pronine (Юрий Венедиктович Пронин) et Viktor Kharitonovitch Mamonov (Виктор Харитонович Мамонов) sont deux députés de Nefteskvajinsk (Нефтескважинск), ville fictive dont le nom est dérivé de « puits de pétrole ». Ils passent leurs temps à répéter à quel point ils pensent à la Russie et veulent changer les choses, mais en réalité, ils ne font que vivre dans le luxe et la débauche.